# Åmmen
Åmmen är en sjö i Askersunds kommun och Hallsbergs kommun i Närke och ingår i Motala ströms huvudavrinningsområde. Sjön har en area på 0,124 kvadratkilometer och ligger 134,1 meter över havet.

## Delavrinningsområde
Åmmen ingår i det delavrinningsområde (654022-144657) som SMHI kallar för Inloppet i Östersjön. Medelhöjden är 142 meter över havet och ytan är 21,83 kvadratkilometer. Det finns inga avrinningsområden uppströms utan avrinningsområdet är högsta punkten. Vattendraget som avvattnar avrinningsområdet har biflödesordning 3, vilket innebär att vattnet flödar genom totalt 3 vattendrag innan det når havet efter 175 kilometer. Avrinningsområdet består mestadels av skog (57 procent), öppen mark (15 procent) och jordbruk (21 procent). Avrinningsområdet har 0,83 kvadratkilometer vattenytor vilket ger det en sjöprocent på 3,8 procent.